# Gottsdorf bei Plank
Gottsdorf war eine Ortschaft südlich von Plank am Kamp auf einer Halbinsel des Kamps. 1923 zählte der Ort 16 Häuser und 65 Einwohner. Heute ist die Siedlung ein Teil der Ortschaft Thürneustift, ist aber nur über Plank am Kamp erreichbar.
Hier befand sich einst die Fest Gottsdorf, von der man zum Fluss hin geringfügige Reste der alten Mauern sieht.